# Amelia Campbell
Amelia Campbell (Montreal, 4 augustus 1965) is een Canadese-Amerikaanse actrice.

## Biografie
Campbell is geboren in het Canadese Montreal maar groeide op in Ithaca. Ze heeft gestudeerd aan de Universiteit van Syracuse in Syracuse (New York) en studeerde er af in 1988.
Campbell begon met acteren in 1989 met de televisieserie ABC Afterschool Specials. Hierna heeft ze nog meerdere rollen gespeeld in televisieseries en films zoals The Exorcist III (1990) en Single White Female (1992).
Campbell is ook actief in het theater, waar ze haar debuut op Broadway in 1991 maakte met het toneelstuk Our Country's Good. Hierna speelde Campbell nog vijfmaal op Broadway. In 1992 met het toneelstuk A Small Family Business, in 1995 met Translations, in 1998 met The Herbal Bed, in 1999 met Waiting in the Wings en in 2012 met het toneelstuk A Streetcar Named Desire.
Campbell is getrouwd met Anthony Arkin, waardoor zij een schoondochter van Alan Arkin en een schoonzus van Adam Arkin is.

## Filmografie

### Films
Uitgezonderd korte films.
- 2025 Things Like This - als Gretta Plum
- 2020 Sender - als dr. Aymes
- 2018 We the Animals - als vrouw in busje
- 2016 The Exorcist III: Legion - als jong meisje in droom
- 2013 Stand Clear of the Closing Doors - als lerares
- 2012 What Maisie Knew - als Ms. Baine
- 2011 Coming Up Roses – als Mevr. Doyle
- 2011 The Talk Man – als Amelia
- 2009 Leaves of Grass – als Maggie Harmon
- 2009 A Dog Year – als Sandra Zeller
- 2001 My Louisiana Sky – als Corrina Ramsey Parker
- 2001 Last Ball – als Valeria
- 1999 Macbeth In Manhattan – als Patty
- 1998 Anima – als ??
- 1997 Picture Perfect – als Susan
- 1997 The Definite Maybe – als Toby
- 1996 The Prosecutors – als ??
- 1995 Truman – als Margaret Truman
- 1994 Mrs. Parker and the Vicious Circle – als Mary Brandon Sherwood
- 1994 A Simple Twist of Fate – als Marsha Swanson
- 1994 The Paper – als Robin
- 1993 New Year – als Barbara Boeck
- 1992 Lorenzo's Oil – als Murphy
- 1992 Single White Female – als caissière
- 1990 The Exorcist III – als jong meisje in droom

### Televisieseries
Uitgezonderd eenmalige gastoptredens.
- 2016 The OA - als mrs. Winchell - 3 afl.

- Library of Congress Control Number: nr2003006673
- SNAC: w69s663n
- Virtual International Authority File: 4871401
- WorldCat: E39PBJB4j7mgqBWggfV74fWxDq